# Birgit Stolt
Birgit Stolt, geborene Birgit Paul (* 10. Juni 1927 in Lübeck; † 12. April 2020 in Uppsala) war eine schwedische Germanistin, die in Stockholm lehrte. Sie wurde bekannt durch ihre Forschungen zur Sprache Martin Luthers.

## Leben
Stolt stammte aus einer schwedischen Familie, die in Deutschland lebte, und wurde in Lübeck geboren. Schon als Kind kam sie nach Berlin und verbrachte dort ihre Schulzeit, bis Schweden im März 1945 seine Staatsangehörigen aus Berlin evakuierte. Die Familie ließ sich in Bromma nieder, und Birgit Stolt erwarb zunächst die Qualifikation zur Volksschullehrerin. Nach dem Magisterexamen an der Universität Uppsala 1954 und dem Lizentiat der Philosophie in Stockholm 1958 wurde sie dort 1964 promoviert.
Von 1976 bis 1977 war sie Professorin für deutsche Philologie an der Universität Aarhus, seit 1980 am Institut für deutsche Sprache der Universität Stockholm. Sie war Korrespondierendes Mitglied des wissenschaftlichen Rates beim Mannheimer  Institut für Deutsche Sprache. Von 1980 bis 1985 war sie Vizepräsidentin der internationalen Vereinigung für germanische Sprach- und Literaturwissenschaft. Von 1981 bis 1992 veröffentlichte sie die Beiträge der Reihe Stockholmer Germanistische Forschungen (Acta Universitas Stockholmiensis).
Sie war ab 1956 verheiratet mit Bengt Stolt und hatte zwei Kinder. Ab 1951 lebte sie in Uppsala.

## Forschung zur Sprache Martin Luthers
Stolt setzte in der Luther-Forschung neue Akzente, indem sie nachwies, dass Luther in seiner Bibelübersetzung eine von der damaligen Alltagssprache deutlich unterschiedene, rhetorisch geformte Sprache verwendete.

## Werke (Auswahl)
- Die Sprachmischung in Luthers Tischreden. Studien zum Problem der Zweisprachigkeit, Göteborg / Uppsala 1964.
- Martin Luthers Rhetorik des Herzens, Tübingen: Mohr Siebeck 2000. ISBN 3-16-147266-7.
- Laßt uns fröhlich springen!. Gefühlswelt und Gefühlsnavigierung in Luthers Reformationsarbeit. Eine kognitive Emotionalitätsanalyse auf philologischer Basis (Studium litterarum, 21). Berlin: Weidler, 2012. ISBN 978-3-89693-575-5. (Der 2. Teil des Buchs besteht aus älteren Aufsätzen, die einen Überblick über Stolts Forschungen zu Luthers Bibelprosa ermöglichen.)